# Château de Montpalau
Le château de Montpalau (en catalan, Castell de Montpalau) est un château fort situé au sommet de la colline Montpalau, à la limite sud-ouest du comté de Gerone, sur les pentes pinedencas du massif du Montnegre à 269 mètres d'altitude.
La juridiction seigneuriale couvrait un vaste territoire qui comprenait une grande partie du Haut Maresme, de Arenys à Hortsavinyà jusqu’aux limites des domaines du château de Palafolls.
Ce château avait une fonction de forteresse, et n’était pas un logement permanent. Son rôle était plus d'intimidation des agriculteurs locaux et de gîte occasionnel pour les chevaliers dans leurs missions de surveillance.

## Histoire
Avant la construction du château, à partir du IVe siècle av. J.-C., jusqu’à l'époque romaine, le site était occupé par un village ibérique qui a laissé de nombreux vestiges. 

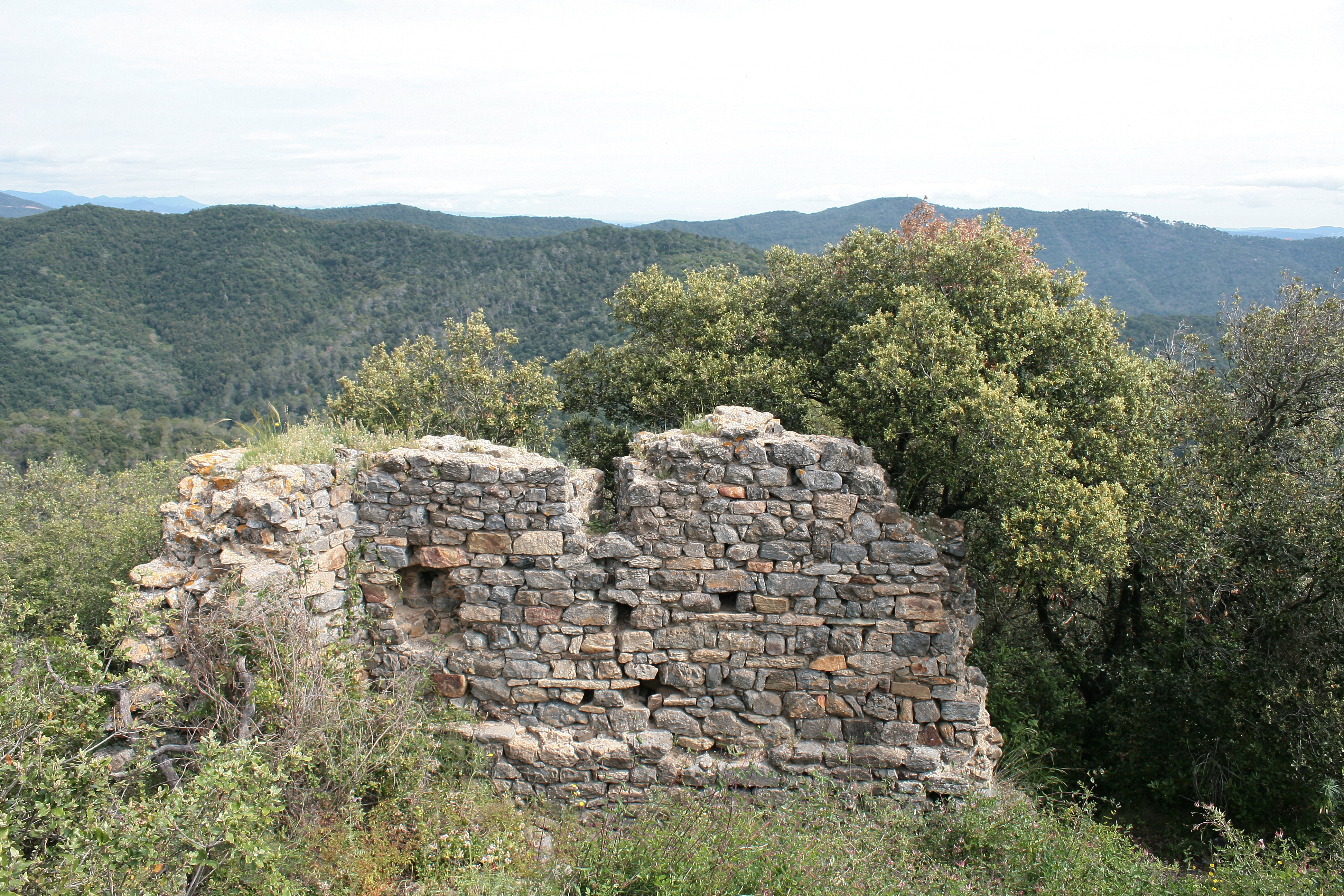
Château de Montpalau.

La construction du château médiéval est documenté à partir du milieu du XIe siècle, quand Umbert Odo et sa femme Sicardis, seigneurs de Sesaguades, nommés plus tard du Montseny, jurent fidélité au comte Ramon Berenguer I pour les châteaux de Montpalau et de Gironella. 
Au cours du XIIe siècle, les vicomtes de Cabrera acquièrent le contrôle total de la juridiction de Montpalau.
La souveraineté du château est exercée par la famille Montpalau jusqu’au milieu du XIIIe siècle, époque ou commence l'abandon, malgré une tentative de reconstruction au XVe siècle.

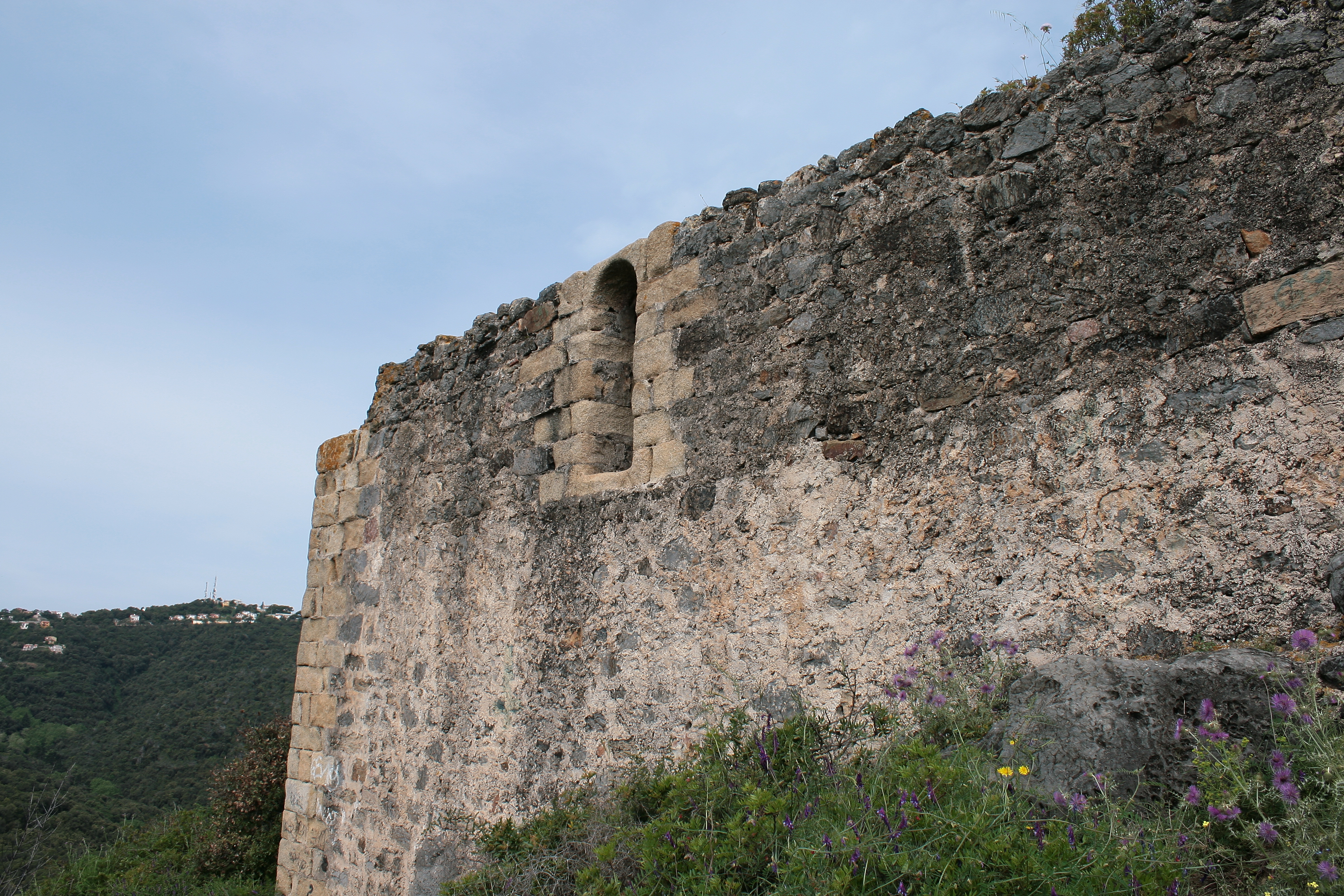
Château de Montpalau, muraille.

Pendant le XVIIe siècle, la seigneurie de Montpalau comprenait les sites de Pineda de Mar, Sant Pere de Riu (ou Sant Pere de Pineda), Santa Maria de Pineda, Hortsavinyà, Sant Pol de Mar, Canet de Mar, Calella, San Cebrià de Vallalta et Sant Iscle de Vallalta.
Ils en conservent la possession jusqu'en 1574, quand il est vendu à Francesc I de Montcada, marquis d’Aitona.
Au XVIIIe siècle, il passe par mariage, des Montcada aux ducs de Medinaceli,.

## Description
De la forteresse médiévale il ne reste que quelques murs, les vestiges du donjon, des portions de la muraille de l'enceinte supérieure  et le reste de la chapelle dédiée à Saint Michel. 
Le château est construit en pierres calcaires grossièrement taillées et liées par un mortier de chaux et de sable.
Les ruines qui subsistent occupent une superficie de presque 1500 m².